# 兀良哈三卫
兀良哈三卫又称朵颜三卫，由朵颜卫、泰宁卫、福余卫组成，位於大兴安岭以东地區和辽西走廊的西北一帶。元朝灭亡后，塞北的兀良哈三卫与鞑靼、瓦剌等组成明初蒙古诸部的三大部落。也称为乌济叶特。明朝所称的兀良哈与分布于蒙古肯特山的兀良哈万户不同。

## 背景
14世纪中叶的蒙古高原东部，即大兴安岭以东，直到女真地区，北抵黑龙江流域，南临西拉木伦河的广大地域，在這些地方有不少游牧部落活动。成吉思汗曾把大兴安岭以东的部分地区分封给其幼弟铁木哥斡赤斤和侄儿额勒只带（或譯按赤台，合赤温之子），作为他们的兀鲁思。额勒只带的兀鲁思主要是由兀良哈和乃蛮余部組成；铁木哥斡赤斤的兀鲁思主要是由兀者（森林部落）組成。
蒙古人称朵颜卫为兀良哈、泰宁卫为往流、福余卫为乌奇叶特。这是因为朵颜、泰宁和福余三卫的首领分别源于兀良哈（乌梁海，者勒蔑后裔）、「往流」（铁木哥斡赤斤后裔，元代「东道诸王」诸部，并非清代的翁牛特部）和乌奇叶特（“兀者”，蒙古化的通古斯诸部）三部。因朵颜卫最为强势，明朝也往往把三卫统称为朵颜〈等〉三卫，把朵颜、泰宁和福余三卫的驻地统称为“兀良哈”。
元顺帝妥懽帖木儿被朱元璋从大都赶回到蒙古高原后，这一地区的蒙古各部落，为保卫自己的领地，防止明军的进攻，进行了积极的防御。当时，木华黎后裔纳哈出将军统领20万蒙古军，驻扎在辽河以北的金山（今辽宁省昌图县金山堡）到龙安（今吉林省农安县境内）、一图河（今伊通河）、亦迷河（今饮马河）一带，成为上述蒙古各部的防御屏障。

粉红色部分为明朝初年羁縻的朵颜等三卫

1387年（明洪武二十年），明朝派遣冯胜、傅友德和蓝玉等率领20万大军绕道庆州（今赤峰市巴林右旗境内）包围了纳哈出军队驻地。纳哈出被迫投降。1388年末代北元皇帝脱古思帖木儿在捕鱼儿海（今中蒙边界贝尔湖）被明蓝玉的军队击败西走。这些重大的军事失败，使得大兴安岭以东的蒙古诸部落失去了防御屏障，北元灭亡之后，辽王阿札失里等人在明朝大军压境之下，只得归附了明廷。
1389年（明洪武二十二年），明廷在这一地区设置了羁縻性质的朵颜、泰宁和福余三卫。朵颜卫在屈烈儿河（今兴安盟归洮河）上游和朵颜山（今兴安盟扎赉特旗境内）一带；泰宁卫在塔儿河（今洮儿河）流域，即元代泰宁路；福余卫在嫩江和福余河（今乌裕尔河）流域。同时，明廷授封三卫首领以各级官职，进行笼络和羁縻。明廷封阿札失里为泰宁卫指挥，塔宾帖木儿为指挥同知；海撒男答溪为福余指挥同知；脱鲁忽察儿（脱儿火察）为朵颜卫指挥同知。明廷要求他们“各领其所部，以安畜牧”。然而在蒙古本部的也速迭儿和其部臣安达纳哈出兴起后，三卫又投向蒙古一方，被明军追剿。
1399年（明建文元年），明朝发生皇室战争，史称“靖难之役”。朱棣在发动“靖难之役”前，借助兀良哈三卫蒙古人的支持，挫败了镇守大宁卫（卫治在今赤峰市宁城县）的宁王朱权。后来，他又向兀良哈三卫借用三千名骑兵，作为其“靖难军”的精锐部队。1402年朱棣即位后，作为对助他一臂之力的蒙古部落的回报，明成祖在永乐年间重新设置兀良哈三卫，他还封三卫首领以都督、指挥、千户和百户等职；决定在开原、广宁两地开设互市，供兀良哈三卫与明朝进行贸易活动。而随着大宁都司的内迁，三卫也逐渐南下游牧（今承德县、平泉市、建昌县以及老哈河流域）。
不过，明成祖的允诺后来并没有完全兑现，明朝不允许三卫蒙古人南迁到大宁地区驻牧。兀良哈三卫各部，为了获得大宁地区的驻牧权，联合了当时颇为强大的阿速特部首领阿鲁台，不断向明朝发起进攻。1422年-1424年明成祖连续三次御驾亲征，攻打阿鲁台，并重创了兀良哈三卫。但兀良哈三卫为了争得大宁地区，并没有因此而放弃与明朝的抗争。不久，他们挥师南下，进入滦河流域驻牧。1428年，他们又进入大宁城旧地，并经会州（今河北省平泉市）抵宽河（今瀑河）。在这里，兀良哈三卫与明宣宗亲率的三千骑兵进行了激战，但以失敗告終。

## 南迁
15世纪30年代后期（明宣宗宣德末年和英宗正统初年），伴随着明朝国力的渐微，兀良哈三卫部落从西拉木伦河到辽河流域全面向南推进。此时的兀良哈三卫只是名义上作为明廷藩属，实际并不受明朝的管辖，这是因为有明一代三卫（岭南蒙古或山阳万户）几乎都受蒙古本部的控制，是其属部之一。“明人常说，三卫‘名曰效顺，实图赏赉’，实质上三卫与明廷的隶属关系主要是一种通贡贸易的形式。经济上的依赖，使三卫尽可能保持与明朝的和平相处关系，这是三卫与明朝关系的实质”。
到了15世纪的40年代，西蒙古的瓦剌势力逐渐壮大，对明朝形成了巨大威胁。而此时已占据兴和重地的兀良哈三卫，再也不听命于明朝，而是臣服于瓦剌人。1449年7月1日（明正统十四年），瓦剌部首领、执掌“四十四万蒙古”大权的也先太师率三路大军发动了对明朝的战争。这场战场与其说是明朝与瓦剌的战争，不如说是明朝与“蒙古部落联盟”的战争。瓦剌的南侵大军共分三路，一路是由被瓦剌征服的傀儡蒙古大汗脱脱不花率领，进攻明朝辽东地区；一路由瓦剌阿剌知院率领，主要包括部分瓦剌军以及兀良哈三卫军，进攻明朝军事重镇宣府（今河北省张家口市）；最精锐一路是也先亲自统领的中路军，攻击明朝的军事重镇大同。战端一开，长城沿线烽火绵延，九边重镇自朱棣去世后二十多年的短暂安宁被彻底打破。這場土木堡之变是明朝和蒙古的军事力量对比的转折点，也使得兀良哈三卫与明朝的关系从根本上发生了改变。
15世纪中期之后，兀良哈三卫的势力范围延伸到了明长城边外。自此，兀良哈三卫驻牧地分布是：“自大宁前抵喜峰口，近宣府，曰朵颜；自锦〈州〉、义〈州〉厉广宁至辽河，曰泰宁；自黄泥窪逾沈阳、铁岭至开原，曰福余”。
而女真人在兀良哈三卫的東部另行組成建州三衛，當時朝鲜人亦將中國東北的女真人通稱为“兀良哈、兀狄哈”，均源于对森林部落「兀者」（也称“窝集”）的称呼。

## 结局
16世纪中期，蒙古大汗達赉逊率领蒙古左翼察哈尔和喀尔喀两个万户东迁到朵颜卫所在地区驻牧，标志着当时蒙古政治中心的转移。进入朵颜地区后，内喀尔喀与当地部落彼此联姻，也表明了兀良哈三卫诸部与蒙古汗廷建立起来的密切关系。
在同一时期，右翼土默特万户、永谢布万户以及鄂尔多斯万户也相继进入朵颜地区，并于当地建立了联姻关系。结果出现“人满为患”的情况，使得福余卫再次迁移，其中一部分迁移到了兀剌江（又称混同江，发源于长白山的第二松花江）畔，其余的迁入到了朵颜卫居住的西拉木伦河以南的哈剌塔剌、小兴州等地居住；泰宁卫也东迁至小兴州和克里屈劳等地居住。

### 瓦解及残余
朵颜-兀良哈部与土默特、喀喇沁、察哈尔等部的联姻、交往的结果，就是使其自己走向一分为三。与土默特交往密切的那一部分就归了土默特（以及蒙古贞）；与喀喇沁交往密切的那一部分就归了喀喇沁；与察哈尔交往密切的那一部分就归了察哈尔。就这样到了明末，其力量大大分解，从而朵颜-兀良哈部这一名称逐渐终止传世。后金兴起时，内喀尔喀五鄂托克中的「我着」即其残余。

### 历史记录
明代同时期的蒙古人将当时的蒙古汗国统称为“都沁·都尔本”，即四十四万蒙古和卫拉特部落，而将一度归附明朝的兀良哈三卫视为敌人，在《俺答汗传》等书中也称之为“山阳万户”。
前面为《明史》称谓，括号内为蒙古史书称谓
- 鞑靼（“Döchin Mongol”，四十万户蒙古）
- 瓦剌（“Dörvön Oirad”，四万户卫拉特）
- 兀良哈（“ölge yin ǰirγuγan mingγan öǰiyed”，山阳六千乌济叶特）

### 引用
1. ↑  . 内蒙古社科规划网.   [2013-11-05]. （原始内容存档于2023-01-30）. 从明初开始朵颜三卫号称山阳万户，一直处于独立状态。达赉逊汗南下以后，把主要精力集中在将朵颜兀良哈三卫纳入左翼三万户之事，并未急于南下侵扰明边。左翼三万户将驻牧于辽东边外的兀良哈三卫瓜分，使南下的左翼三万户势力迅速得到扩张。其中朵颜卫23支的19支被察哈尔万户吞并，其余朵颜卫人西逃投奔蒙古右翼的土默特俺答汗；泰宁卫被五鄂托克喀尔喀吞并；福余卫则被科尔沁万户吞并。达赉逊汗利用已被他彻底控制的朵颜三卫之名与明朝通贡。
2. ↑  《明实录》洪武22年5月癸巳
3. ↑  达力扎布. . 北京: 民族出版社. 2004: 203-204.
4. ↑  《明史》卷328
5. ↑  吉田順一. . 風間書房. 1998: 271–272頁. ISBN 978-4759910827 （日语）.

### 文章
- 维基文库中的相關文獻：《明史紀事本末·卷二十·設立三衛》
- 《谁为土木堡买单――土木堡事变前后大明政坛众生相》 作者：张嵚。 凤凰网历史频道专栏（2009年11月11日）

### 书籍
- 《蒙古族通史》作者：内蒙古社会科学院历史研究所。 民族出版社（2001年）